# 山东大学医学院
山东大学医学院是山东医科大学2000年与山东大学、山东工业大学合并组建新的山东大学而被分拆后，成立的5个专业学院之一，另外4个学院是山东大学公共卫生学院、口腔医学院、药学院、护理学院。
2012年5月，山东大学整合医学院、公共卫生学院、口腔医学院、药学院、护理学院等5个学院以及山东大学齐鲁医院、山东大学第二医院、山东大学口腔医院、山东大学附属生殖医院等4所附属医院，成立山东大学齐鲁医学部。但此时的齐鲁医学部感觉有名无实，并未发挥明确的作用。
2015年9月，山东大学为落实教育部等六部门《关于医教协同深化临床医学人才培养改革的意见》，依据《山东大学章程》及《山东大学综合改革方案》，颁布了《医学教育管理体制改革实施方案》，重构齐鲁医学部架构。同时撤销医学院建制，组建基础医学院和临床医学院。截止2016年5月，山东大学和齐鲁医学部尚未向社会披露医学院拆分重建工作进展情况。